# Епархия Селаи
Епархия Селаи (лат. Dioecesis Celayensis) — епархия Римско-католической церкви с центром в городе Селая, Мексика. Епархия Селаи входит в митрополию Леона. Кафедральным собором епархии Селаи является церковь святого Франциска Ассизского.

## История
13 октября 1973 года Римский папа Павел VI издал буллу Scribae illi, которой учредил епархию Селаи, выделив её из архиепархии Леона и архиепархии Морелии. Первоначально епархия Селаи входила в митрополию Сан-Луис-Потоси. 
25 ноября 2006 года епархия Селаи вошла в митрополию Леона.

## Ординарии епархии
- епископ Victorino Álvarez Tena (14.02.1974 — 4.11.1987);
- епископ Jesús Humberto Velázquez Garay (28.04.1988 — 26.07.2003);
- епископ Lázaro Pérez Jiménez (26.07.2003 — 25.10.2009);
- епископ Benjamín Castillo Plascencia (29.04.2010 — по настоящее время).

## Источник
- Annuario Pontificio, Ватикан, 2008
- Булла Scribae illi, AAS 66 (1974), стр. 313]  (лат.)